# Великобраталівська сільська рада
Великобраталівська сільська рада (іноді — Браталівська, Велико-Браталівська) — колишня адміністративно-територіальна одиниця та орган місцевого самоврядування у Дзержинському й Любарському районах Житомирської, Бердичівської округ, Вінницької і Житомирської областей УРСР та України з адміністративним центром у с. Великий Браталів.

## Населені пункти
Сільській раді підпорядковувались населені пункти:
- с. Великий Браталів
- с. Великобраталівське

## Населення
Кількість населення ради, станом на 1923 рік, становила 1 750 осіб, кількість дворів — 409.
Відповідно до перепису населення СРСР, станом на 17 грудня 1926 року, чисельність населення ради становила 1 141 особу, з них, за статтю: чоловіків — 578, жінок — 563; етнічний склад: українців — 1 133, росіян — 8. Кількість господарств — 267, з них, несільського типу — 8.
Відповідно до результатів перепису населення 1989 року, кількість населення ради, станом на 12 січня 1989 року, складала 411 осіб.
Станом на 5 грудня 2001 року, відповідно до перепису населення України, кількість мешканців сільської ради складала 321 особу.

## Склад ради
Рада складалася з 12 депутатів та голови.

## Керівний склад сільської ради
| ПІБ                      | Основні відомості                                                 | Дата обрання | Дата звільнення |
| ------------------------ | ----------------------------------------------------------------- | ------------ | --------------- |
| Дубенюк Марія Миколаївна | Сільський голова, 1968 року народження, освіта, позапартійна      | 26.03.2006   | 31.10.2010      |
| Дубенюк Марія Миколаївна | Сільський голова, 1968 року народження, освіта вища, позапартійна | 31.10.2010   |                 |

Примітка: таблиця складена за даними джерела

## Історія
Утворена 1923 року в складі сіл Великий Браталів (Браталів), Хижинці та хутора Бузунів Красносільської волості Полонського повіту Волинської губернії. 12 січня 1924 року с. Хижинці та х. Бузунів відійшли до складу Красновульської сільської ради Любарського району.
Станом на 1 вересня 1946 року сільрада входила до складу Любарського району Житомирської області, на обліку в раді перебували с. Великий Браталів та х. Великобраталів.
11 серпня 1954 року підпорядковано села Вищикуси та Михайлівка ліквідованої Вищикусівської сільської ради, котрі, 10 травня 1972 року, передані до складу відновленої Веселківської сільської ради Любарського району.
Станом на 1 січня 1972 року сільська рада входила до складу Любарського району Житомирської області, на обліку в раді перебували села Великий Браталів, Великобраталівське, Веселка та Михайлівка.
Припинила існування 20 листопада 2017 року через об'єднання до складу Любарської селищної територіальної громади Любарського району Житомирської області.
Входила до складу Любарського (7.03.1923 р., 4.01.1965 р.) та Дзержинського (30.12.1962 р.) районів.